# ستيلاتو
ستيلاتو (بالإنجليزية: Stelato) (بالصينية: 享界; البينيين: Xiǎngjiè) هي علامة تجارية صينية للسيارات الكهربائية الفاخرة تأسست في عام 2024. تعمل العلامة التجارية تحت تحالف التنقل الذكي هارموني (HIMA)، وهو تعاون بين بايك بلوبارك وهواوي.

## التاريخ
في ديسمبر 2023، قامت هواوي، من خلال شركتها المتخصصة في صناعة السيارات تحالف التنقل الذكي هارموني (HIMA)، بتسجيل علامة تجارية ثالثة للسيارات باسم ستيلاتو. تم إنشاء هذه العلامة التجارية بالتعاون مع شركة بايك بلوبارك التابعة لمجموعة بايك، والتي التزمت بإنتاج نموذج تم تطويره بشكل مشترك في مصنعها في بكين.
ظهرت ستيلاتو لأول مرة في السوق في مارس 2024 مع الكشف عن ستيلاتو إس 9، وهي سيارة سيدان فاخرة كاملة الحجم تعمل بالبطارية الكهربائية. على الرغم من أن ستيلاتو إس 9 يتميز ببرمجيات هواوي والقدرات التقنية لشركة بايك، إلا أن تصميمه يشبه إلى حد كبير لوكسيد إس 7، وهي سيارة سيدان أصغر حجمًا تم إنتاجها منذ عام 2023 مع شيري. تم إطلاق ستيلاتو إس 9 رسميًا في أبريل 2024 في معرض بكين للسيارات.

## المنتجات
- ستيلاتو إس 9 (2024 إلى الآن)، سيارة سيدان كاملة الحجم (BEV/EREV)

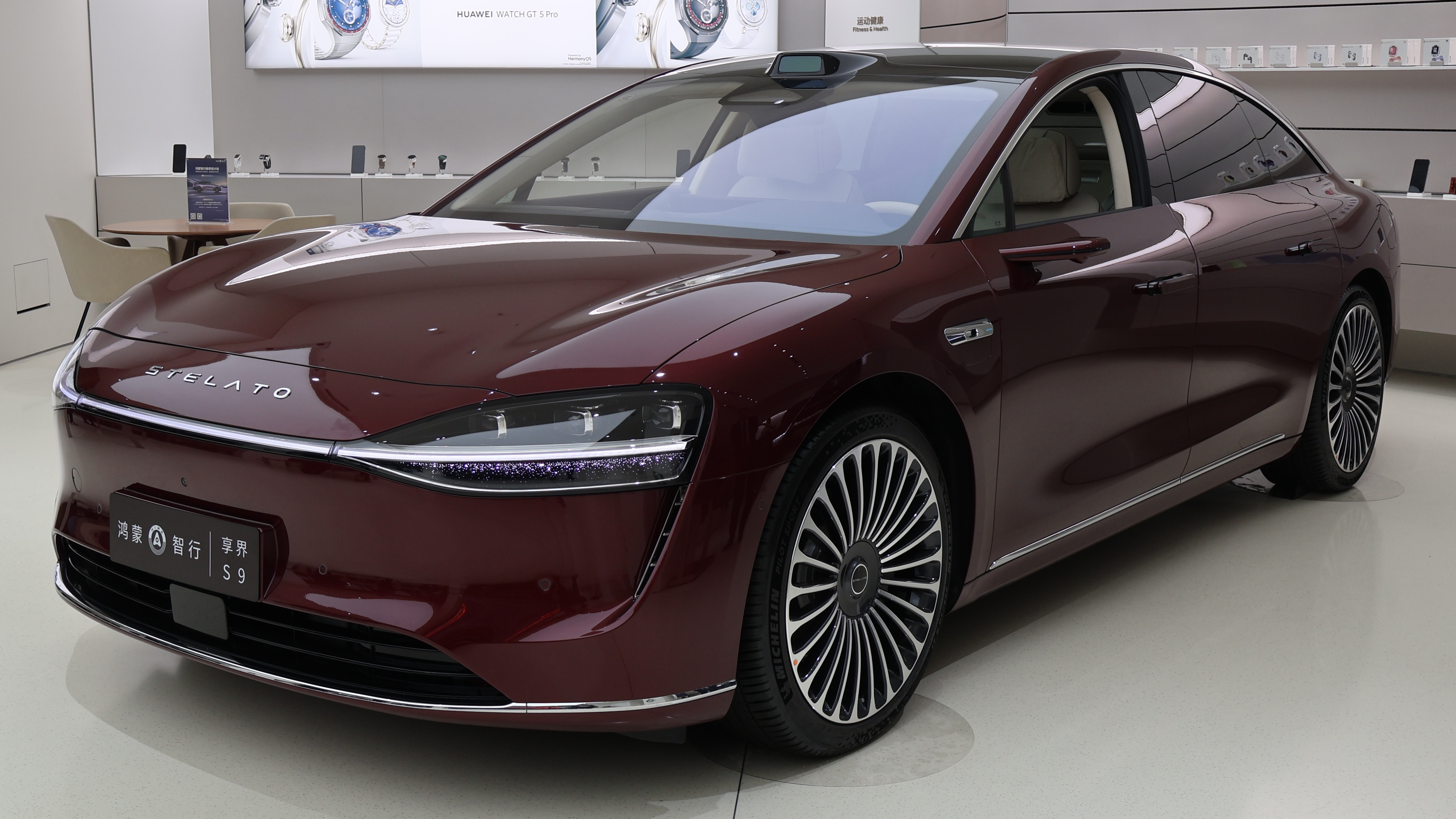
ستيلاتو إس 9

## وصلات خارجية
- الموقع الرسمي